# هاتاکه‌یاما تاکاماسا
هاتاکه‌یاما تاکاماسا ((به ژاپنی: 畠山 高政 Hatakeyama Takamasa); تاریخ ورودی نامعتبر است – ۵ نوامبر ۱۵۷۶) دایمیو اهل ولایت کاواچی در طی دوره سنگوکو در ژاپن بود.